# Symfonia alpejska

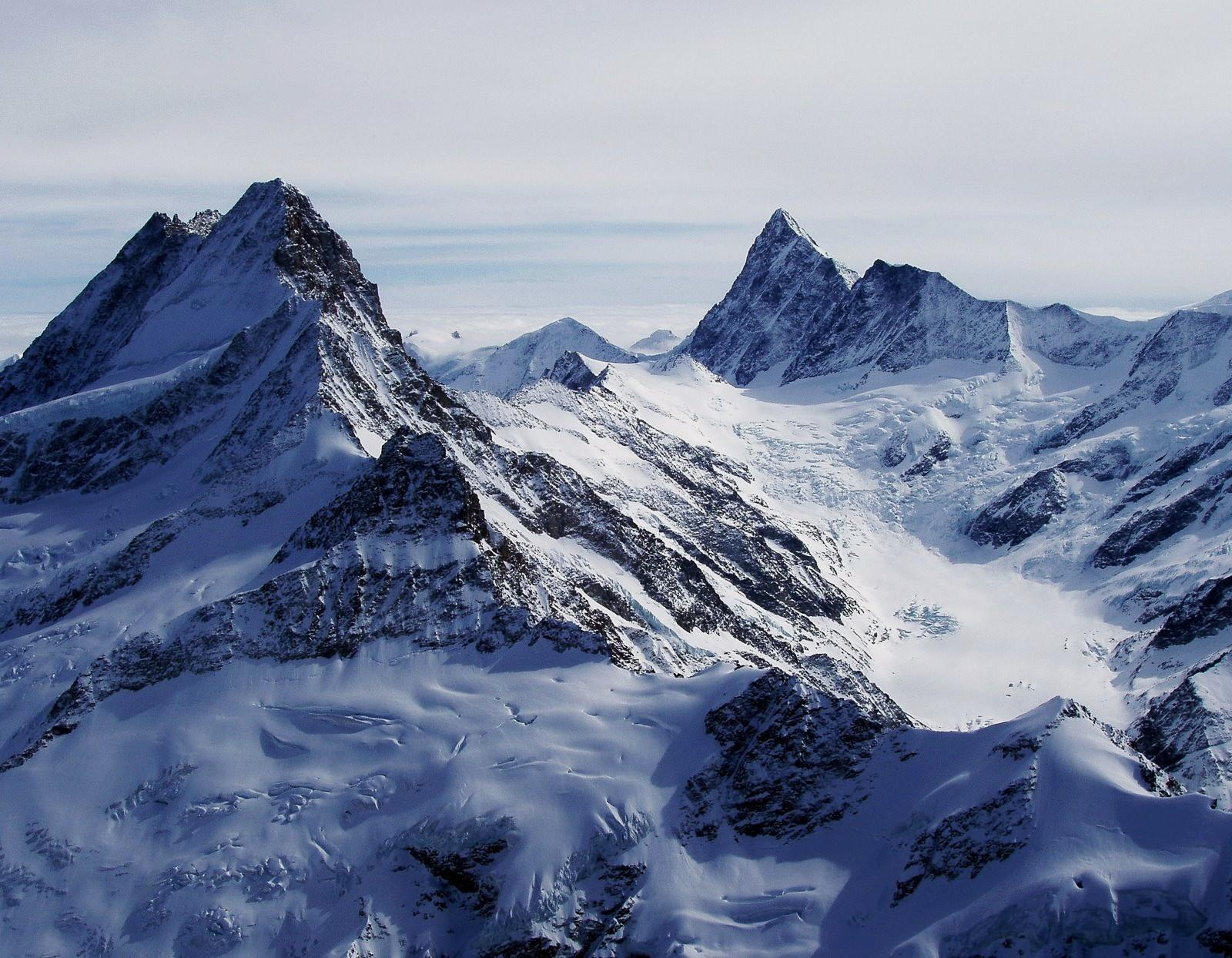
Schreckhorn oraz Finsteraarhorn w Alpach Breneńskich

Symfonia alpejska (Eine Alpensinfonie), op. 64 – poemat symfoniczny, który Richard Strauss skomponował w 1915 roku. Symfonia alpejska obrazuje doświadczenia jedenastu godzin spędzonych na wspinaczce na alpejski szczyt. Premiera utworu miała miejsce 28 października 1915 roku w Berlinie – utwór został wykonany przez Dresden Hofkapelle spod batuty samego Straussa. Mimo nazwy nadanej utworowi przez kompozytora, Symfonia alpejska jest z założenia poematem symfonicznym. Składa się z dwudziestu dwóch następujących po sobie bez przerw części, ma przejrzystą budowę i nie posiada typowego dla symfonii podziału (zazwyczaj 3 lub 4 częściowego). Symfonia alpejska posiada bardzo pokaźną instrumentację – orkiestra przeznaczona do jej wykonania powinna składać się zgodnie z partyturą z około 125 muzyków: Wykonanie utworu zajmuje zwykle około 50 minut.
Utwór ten był ostatnim poematem symfonicznym skomponowanym przez Richarda Straussa. Inne kompozycje Straussa zaliczane do tej formy muzycznej to m.in. Don Juan (1888), Dyl Sowizdrzał (1895), Tako rzecze Zaratustra (1896), czy Don Kichot (1897).

## Budowa utworu
Mimo wykonywania Symfonii alpejskiej jako jednego ciągłego utworu symfonia posiada program opisujący alpejską podróż w kolejności chronologicznej. Partytura poematu zawiera następujące nazwy poszczególnych części:
- 1. Nacht / Noc
- 2. Sonnenaufgang / Wschód Słońca
- 3. Der Anstieg / Podejście
- 4. Eintritt In Den Wald / Wejście Do Lasu
- 5. Waderung Neben Dem Bache / Wędrówka Brzegiem Strumienia
- 6. Am Wasserfall / Wodospad
- 7. Erscheinung / Zjawa
- 8. Auf Blumige Wiesen / Kwietne Łąki
- 9. Auf Der Alm / Hala
- 10. Durch Dickchit Und Gestrupp Auf Irrwegen / Przez Gęstwinę I Zarośla
- 11. Auf Dem Gletscher / Na Lodowcu
- 12. Gefahrvolle Augenblicke / Niebezpieczne Momenty
- 13. Auf Dem Gipfel / Szczyt
- 14. Vision / Wizja
- 15. Nebel Steigen Auf / Unoszą Się Mgły
- 16. Die Sonne Verdustert Sich Allmahlich / Słońce Powoli Zakrywają Chmury
- 17. Elegie / Elegia
- 18. Stille Vor Dem Sturm / Cisza Przed Burzą
- 19. Gewitter Und Sturm, Abstieg / Burza I Wicher, Zejście
- 20. Sonnenuntergang / Zachód Słońca
- 21. Ausklang / Echo – Coda
- 22. Nacht / Noc